# ビザール
ビザール（Bizarre、本名:Rufus Johnson、1976年7月5日 - ）は、アメリカ合衆国ミシガン州デトロイト出身のラッパー。
デトロイトのヒップホップ・グループ、D12のメンバーとして知られている。メンバーの中でも巨漢で独特の雰囲気を出している。オルターエゴにPeter,S,Bizarreを持つ。

## ディスコグラフィ

### スタジオ・アルバム
- 『ハニキャップ・サーカス』 - Hannicap Circus (2005年)
- Blue Cheese & Coney Island (2007年)
- Friday Night at St. Andrews (2010年)
- Rufus (2019年)
- Dumpster Juice (2021年)
- Peter (2022年)
- He Got a Gun (2022年)[4][5]

### EP
- Attack of the Weirdos (1998年)

### コラボレーション・アルバム
- 『デヴィルズ・ナイト』 - Devil's Night (2001年) ※with D12
- 『D12ワールド』 - D12 World (2004年) ※with D12
- Taking Lives (2010年) ※with Fury as Something Awful
- Last American Rock Stars (2018年) ※with King Gordy as L.A.R.S.
- All in My Head (2020年) ※with Wack Rac[6]

### ミックステープ
- Hate Music (2008年)
- Liquor, Weed & Food Stamps (2008年)
- This Guy's a Weirdo (2012年)
- Lace Blunts (2013年)
- Lace Blunts 2 (2014年)
- Dab Life (2015年)
- Tweek Sity (2015年)
- Tweek Sity 2  (2017年)
- Foul World (2017年) ※with King Gordy as L.A.R.S.
- Pill God (2018年)[7]
- The Leatherface Mixtape (2019年)